# Lori L. Pollock
 Lori L. Pollock  (* 20. Jahrhundert in Hagerstown (Maryland), USA) ist eine US-amerikanische Informatikerin und Hochschullehrerin. Sie ist Professorin am Department of Computer and Information Sciences an der University of Delaware.

## Leben und Werk
Pollock studierte Computer Science am Allegheny College, wo sie 1981 ihren Bachelor of Science in Informatik und Wirtschaftswissenschaften erwarb. Danach studierte sie Computer Science an der University of Pittsburgh, wo sie 1983 ihren Master of Science erwarb und 1886 bei Mary Lou Soffa promovierte mit der Dissertation: An Approach to Incremental Compilation of Optimized Code.
Von 1986 bis 1990 forschte sie als Assistant Professor am Department of Computer Science an der Rice University und anschließend bis 1998 am Department of Computer and Information Sciences an der University of Delaware. Sie war dann dort bis 2003 als Associate Professor und von 2004 bis 2016 als Professorin tätig. Sie wurde 2016 an der University of Delaware zum Alumni Distinguished Professor ernannt.
Sie forscht in den Bereichen Softwareentwicklung und Compileroptimierung, wobei sich ihre aktuelle Arbeit auf „grüne“ Softwareentwicklung, Textanalyse von Softwareartefakten zur Verbesserung der Softwarewartung und automatisiertes Softwaretesten konzentriert.
Sie war mehrere Amtszeiten lang im Vorstand und in leitenden Funktionen von ACM SIGPLAN tätig. Sie ist Vorstandsmitglied des Committee on the Status of Women in Computing (CRA-W) der Computing Research Association, die 2005 mit dem Public Service Award des National Science Board ausgezeichnet wurde. Sie ist regelmäßig Mitglied des Programmausschusses und Gutachterin für die wichtigsten Konferenzen und Zeitschriften in den Bereichen Softwareentwicklung, Programmiersprachendesign und -implementierung sowie Informatikausbildung. Sie ist derzeit als Mitherausgeberin für das Journal of Software Testing, Verification and Reliability tätig und sie war Mitherausgeberin der ACM Transactions on Software Engineering and Methodology.

## Auszeichnungen und Ehrungen (Auswahl)
- 2001: Excellence in Teaching Award der University of Delaware
- 2004: EA Trabant Award for Women’s Equity der University of Delaware
- 2010: Distinguished Scientist der Association for Computing Machinery (ACM)[3]
- 2016: ACM SIGSOFT Influential Educator
- 2017: UD College of Engineerin Deans Award for Excellence in Service and Community Engagement
- 2018: NCWIT Undergraduate Research Mentoring Award
- 2019:  IEEE Senior Member

## Veröffentlichungen (Auswahl)
- mit D. Codding, B. Alkhateeb, C. Mouza,: From professional development to pedagogy: An examination of computer science teachers’ culturally responsive instructional practices. Journal of Technology and Teacher Education, 29(4), S. 497–532, 2021.
- mit Cagri Sahin, James Clause: From Benchmarks to Real Apps: Exploring the Energy Impacts of Performance-directed Changes. Journal of Systems and Software, März 2016.